# Delahaye Type 111
Der Delahaye Type 111 ist ein Nutzfahrzeug-Modell der Zwischenkriegszeit. Hersteller war Automobiles Delahaye in Frankreich.

## Beschreibung
Die Fahrzeuge wurden zwischen 1929 und 1938 hergestellt. Einer der Vorgänger war der Delahaye Type 83. Der Delahaye Type 131 war eine Abwandlung als Frontlenker.
Es gab die Varianten Type 111, Type 111 B, Type 111 M (auch Serie 3 genannt) und Type 111 G 6. Der Sechszylinder-Ottomotor war in Frankreich mit 23 CV eingestuft. Er hatte eine Bohrung von 98,5 und einen Hub von 127 mm, mithin einen Hubraum von 5807 cm³.
Die Nutzlast der Lastkraftwagen beträgt zwischen 3 und 5,5 Tonnen.
Es gab auch Ausführungen als Omnibus mit 25 Sitzplätzen.